# Seychellenkokerstaartvleermuis
De seychellenkokerstaartvleermuis (Coleura seychellensis)  is een zoogdier uit de familie van de schedestaartvleermuizen (Emballonuridae). De wetenschappelijke naam van de soort werd voor het eerst geldig gepubliceerd door Peters in 1868.